# 南砺市立利賀中学校
南砺市立利賀中学校（なんとしりつ とがちゅうがっこう）は富山県南砺市利賀村にあった公立中学校。
南砺市立利賀小学校と統合した南砺市立利賀学舎開校のため、同年3月末を以て閉校となった。

## 特徴
- へき地[3]小規模校である。
- 複合教育施設となっており、南砺市立利賀小学校と併設されていた。なお、統合小中学校の名称には、アーパス（AllPerson's Schoolの略）という愛称があった[4]。

## 沿革
- 1998年（平成10年）
  - 4月1日 - 開校[4]。
  - 5月26日 - 中学校が入る複合施設の統合竣工式を挙行[4]。
- 2004年（平成16年）11月1日 - 町村合併により南砺市立利賀中学校と改称。
- 2024年（令和6年）3月24日 - 閉校式挙行[2]

## 部活動
- バドミントン部
- 陸上部
- スキー部

## 通学区域
- 南砺市立利賀小学校（合併前の利賀村の区域）[5]

## 交通
- 南砺市営バス利賀小中学校口バス停より徒歩約8分。

## 著名な出身者
- 平田典靖（バドミントン選手）